# Östadkulle
Östadkulle è un'area urbana della Svezia situata nel comune di Vårgårda, contea di Västra Götaland.
La popolazione rilevata nel censimento 2010 era di 245 abitanti .